# Deutscher Theaterpreis Der Faust/Beste Regie im Musiktheater

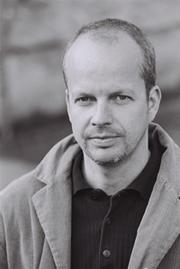
Regisseur Claus Guth

In der Kategorie Beste Regie im Musiktheater wurde der Deutsche Theaterpreis Der Faust seit 2006 an folgende Regisseure vergeben.
- 2006: Jossi Wieler – Doktor Faustus – Staatsoper Stuttgart
- 2007: Dietrich Hilsdorf – Die Liebe zu den drei Orangen – Städtische Theater Chemnitz
- 2008: Christof Loy – Così fan tutte – Oper Frankfurt
- 2009: Barrie Kosky – Aus einem Totenhaus – Staatsoper Hannover
- 2010: Claus Guth – Daphne (Strauss) – Städtische Bühnen Frankfurt
- 2011: Benedikt von Peter – Intolleranza 1960 – Staatsoper Hannover
- 2012: Jossi Wieler / Sergio Morabito – Die glückliche Hand / Schicksal (Osud) – Oper Stuttgart
- 2013: Claus Guth – Pelléas et Mélisande – Oper Frankfurt
- 2014: Sandra Leupold – Don Carlo – Theater Lübeck
- 2015: Andrea Breth – Jakob Lenz – Oper Stuttgart (Koproduktion mit La Monnaie/De Munt Brüssel und der Staatsoper Berlin)
- 2016: Peter Konwitschny – La Juive – Nationaltheater Mannheim
- 2017: Christoph Marthaler – Lulu – Hamburgische Staatsoper
- 2018: Tobias Kratzer – Götterdämmerung – Badisches Staatstheater Karlsruhe
- 2019: Elisabeth Stöppler – Götterdämmerung – Theater Chemnitz
- 2020: Martin G. Berger – Ariadne auf Naxos – Deutsches Nationaltheater und Staatskapelle Weimar
- 2021: keine Vergabe aufgrund der COVID-19-Pandemie
- 2022: Florian Lutz – Wozzeck – Staatstheater Kassel
- 2023: David Hermann – Dogville – Aalto Musiktheater Essen
- 2024: Ingo Kerkhof – Fin de Partie (Endspiel) – Oper Dortmund